# Ancona Stadio
Ancona Stadio (wł. Stazione di Ancona Stadio) – przystanek kolejowy w Ankonie, w prowincji Ankona, w regionie Marche, we Włoszech. Znajduje się na linii Adriatica (Ankona – Lecce). Obsługuje pobliski stadion Stadio del Conero.
Według klasyfikacji RFI ma kategorię brązową.

## Linie kolejowe
- Adriatica